# Robin Quaison
Robin Quaison (ur. 9 października 1993 w Sztokholmie) – szwedzki piłkarz grający na pozycji pomocnika. Od 2024 roku zawodnik Aris.

## Kariera klubowa
Quaison profesjonalną karierę rozpoczął w klubie Väsby United. W drugiej połowie 2011 roku trafił do AIK Fotboll.
W 2014 przeniósł się do Palermo FC, podpisując trzyletni kontrakt.
31 stycznia 2017 przeniósł się do niemieckiego 1. FSV Mainz 05.

## Kariera reprezentacyjna
W reprezentacji Szwecji zadebiutował 23 stycznia 2013 roku w towarzyskim meczu przeciwko Korei Północnej. Na boisku pojawił się w 77 minucie. Do tej pory rozegrał w niej 47 meczów, w których zdobył jedenaście bramek (stan na 27 września 2022).
| Mecze i gole w reprezentacji | Mecze i gole w reprezentacji | Mecze i gole w reprezentacji | Mecze i gole w reprezentacji | Mecze i gole w reprezentacji | Mecze i gole w reprezentacji | Mecze i gole w reprezentacji |
| #                            | Data                         | Stadion                      | Rywal                        | Wynik                        | Gol                          | Rozgrywki                    |
| 2013                         | 2013                         | 2013                         | 2013                         | 2013                         | 2013                         | 2013                         |
| ---------------------------- | ---------------------------- | ---------------------------- | ---------------------------- | ---------------------------- | ---------------------------- | ---------------------------- |
| 1.                           | 23.01.2013                   | Chiang Mai, Tajlandia        | Korea Północna               | 1:1                          | 0                            | towarzyski                   |
| 2.                           | 26.01.2013                   | Chiang Mai, Tajlandia        | Finlandia                    | 3:0                          | 1                            | towarzyski                   |
| 2014                         |                              |                              |                              |                              |                              |                              |
| 3.                           | 17.01.2014                   | Abu Zabi, ZEA                | Mołdawia                     | 2:1                          | 0                            | towarzyski                   |
| 4.                           | 21.01.2014                   | Abu Zabi, ZEA                | Islandia                     | 2:0                          | 1                            | towarzyski                   |
| 2015                         |                              |                              |                              |                              |                              |                              |
| 5.                           | 21.03.2015                   | Solna, Szwecja               | Iran                         | 3:1                          | 0                            | towarzyski                   |
| 2018                         |                              |                              |                              |                              |                              |                              |
| 6.                           | 06.09.2018                   | Wiedeń, Austria              | Austria                      | 0:2                          | 0                            | towarzyski                   |
| 2019                         |                              |                              |                              |                              |                              |                              |
| 7.                           | 23.03.2019                   | Solna, Szwecja               | Rumunia                      | 2:1                          | 1                            | el. ME 2020                  |
| 8.                           | 26.03.2019                   | Oslo, Norwegia               | Norwegia                     | 3:3                          | 1                            | el. ME 2020                  |
| 9.                           | 07.06.2019                   | Solna, Szwecja               | Malta                        | 3:0                          | 1                            | el. ME 2020                  |
| 10.                          | 10.06.2019                   | Madryt, Hiszpania            | Hiszpania                    | 0:3                          | 0                            | el. ME 2020                  |
| 11.                          | 05.09.2019                   | Thorshavn, Wyspy Owcze       | Wyspy Owcze                  | 4:0                          | 1                            | el. ME 2020                  |
| 12.                          | 08.09.2019                   | Solna, Szwecja               | Norwegia                     | 1:1                          | 0                            | el. ME 2020                  |
| 13.                          | 12.10.2019                   | Attard, Malta                | Malta                        | 4:0                          | 0                            | el. ME 2020                  |
| 14.                          | 15.10.2019                   | Solna, Szwecja               | Hiszpania                    | 1:1                          | 0                            | el. ME 2020                  |
| 15.                          | 15.11.2019                   | Bukareszt, Rumunia           | Rumunia                      | 2:0                          | 1                            | el. ME 2020                  |

## Życie prywatne
Jego ojciec pochodzi z Ghany, a matka jest Szwedką.